# Virtueller Handelspunkt
Als virtueller Handelspunkt (VHP) wird in der Erdgaswirtschaft ein fiktiver Lieferpunkt bezeichnet, der als Übergabestelle bei der Abwicklung von Gaslieferungen innerhalb eines Marktgebietes dient.
Der virtuelle Handelspunkt ist keinem physischen Einspeise- oder Ausspeisepunkt zugeordnet und ermöglicht Käufern und Verkäufern von Gas, auch ohne Buchung von Transportkapazität Erdgas zu kaufen oder zu verkaufen. Neben den Ein- und Ausspeisekapazitäten sind für den Zugang zum VHP keine gesonderten Kapazitäten nötig. Kunden, die über Einspeisekapazität in das Marktgebiet verfügen, können damit Gas an den VHP bringen, und jene, die über Ausspeisekapazität verfügen, können damit Gas vom VHP abtransportieren. Virtuelle Handelspunkte dienen damit der Trennung der Preise für das Erdgas einerseits und seinem Transport andererseits.

## Hintergründe
Virtuelle Handelspunkte sind Voraussetzung dafür, dass Handelsteilnehmer Preise für Erdgas festlegen können und die Übergabe an einem festen Punkt stattfindet. Das Gas kann im Zeitraum zwischen seiner Einspeisung und seiner Ausspeisung gehandelt werden (Entry-Exit-Modell). Genau genommen ist der virtuelle Handelspunkt keinem physischen Ein- oder Ausspeisepunkt zugeordnet. Er ermöglicht es den Netzbenutzern, Erdgas ohne Kapazitätsbuchung zwischen ihren Bilanzgruppen im Marktgebiet zu übertragen, da immer der gleiche Punkt als Handelsbasis gewählt wird. Händler und Netzbenutzer können so auch ohne Kapazitätsbuchung am VHP kaufen und verkaufen.
Im Entry-Exit-Tarifmodell wird das Erdgas über sogenannte Entry-Punkte in den virtuellen Handelspunkt VHP (ein virtueller 'Gassee') eingespeist. Diese befinden sich in Form von Erdgasspeichern entweder an den Staatsgrenzen oder im Inland. An den Exit-Punkten, die ebenfalls an den Staatsgrenzen für den Transit oder im Inland für die Inlandsversorgung sitzen, wird die benötigte und gebuchte Kapazität aus diesem Gassee wieder entnommen. Das Entgelt wird nicht mehr distanzabhängig bestimmt, sondern durch festgelegte, behördlich genehmigte Tarife ermittelt.
Der europäische Gasmarkt wurde durch die 'Richtlinie 2009/73/EG vom 13. Juli 2009 über gemeinsame Vorschriften für den Erdgasbinnenmarkt' der EU wesentlich verändert. Eines der Hauptziele dieser Richtlinie ist die vollständige Trennung des Betriebs von Fernleitungsnetzen von der Produktion von Erdgas und seinem Handel. Damit soll eine eigentumsrechtliche Entflechtung von integrierten Unternehmen, die beides betreiben, und die Gründung von unabhängigen Netzbetreibern ermöglicht werden.

## Europäische Handelspunkte
Die wichtigsten virtuellen Handelspunkte in Europa sind:
- Title Transfer Facility (TTF) in den Niederlanden, seit 2003
- National Balancing Point (NBP), virtueller Punkt für den Gashandel in UK, seit 1996
- NCG Hub in Deutschland (NetConnect Germany, vormals EGT), seit 2009 (bis 30. September 2021)
- Gaspool Hub (GPL) in Deutschland, seit 2009 (bis 30. September 2021)
- Trading Hub Europe (THE) in Deutschland, seit 1. Oktober 2021
- Zeebrugge Hub (ZEE) in Belgien über die APX gehandelt, seit 2003
- Points d'Echange de Gaz (PEG), Frankreich, seit 2004
- Central European Gas Hub (CEGH), Österreich, seit 2005
- Punto di Scambio Virtuale (PSV), Italien, seit 2003
- Punto Virtual de Balance (PVB), Spanien, seit 2016